# Igelsjöskogen
Igelsjöskogen este o arie protejată (arie specială de conservare — SAC, sit de importanță comunitară — SCI) din Suedia întinsă pe o suprafață de 18,3 ha, integral pe uscat.

## Localizare
Centrul sitului Igelsjöskogen este situat la coordonatele 59°09′06″N 16°57′31″E / 59.1517°N 16.9586°E.

## Înființare
Situl Igelsjöskogen a fost declarat sit de importanță comunitară în decembrie 1998 pentru a proteja 1 specie de plante. Situl a fost protejat și ca arie specială de conservare în martie 2011.

## Biodiversitate
Situată în ecoregiunea boreală, aria protejată conține 3 habitate naturale: Mlaștini împădurite, Taiga vestică, Lacuri și iazuri distrofice naturale.
La baza desemnării sitului se află o specie protejată de  plante: Buxbaumia viridis.